# エンテロバクターリボヌクレアーゼ
エンテロバクターリボヌクレアーゼ(Enterobacter ribonuclease、EC 3.1.27.6)は、以下の化学反応を触媒する酵素である。
2',3'-環状リン酸中間体を経て、ヌクレオシド-3'-リン酸及び3'-ホスホオリゴヌクレオチドをエンドヌクレアーゼ的に切断する。
この酵素は、CpAの位置で選択的に切断する。